# Comitas albicincta
Comitas albicincta is een slakkensoort uit de familie van de Pseudomelatomidae. De wetenschappelijke naam van de soort is voor het eerst geldig gepubliceerd in 1850 door Adams & Reeve.